# Rendez-vous avec lui
Rendez-vous avec lui est une émission radiophonique du soir, créée en 1966 sur Europe 1 par Jacques Lanzmann. Elle se voulait le pendant radiophonique du magazine Lui.